# Дрезднер (футбольный клуб)
«Дрезднер» — немецкий футбольный клуб из города Дрезден, в настоящий момент выступает в Ландесклассе зона «Саксония-Восток».
Клуб основан 30 апреля 1898 года, но истоки его происходят из клуба «Английский ФК Дрезден», основанном в 1874 году, и являвшимся одним из старейших небританских футбольных клубов в Европе. В 1900 году «Дрезднер» был в числе клубов организовавших «Немецкий футбольный союз». Домашние матчи проводит на стадионе «Хайнц-Штайер-Штадион», вмещающем 5 000 зрителей.
Главные успехи клуба пришлись на 40-е годы 20-го века, когда он по два раза побеждал в чемпионате и кубке Германии.
После Второй мировой войны клуб утратил былую силу, неоднократно расформировывался и менял названия (с 1945 по 1950 годы клуб существовал под именем «Дрезден-Фридрихштадт»), под историческим названием клуб вновь существует с 1991 года.

## Достижения
- Чемпион Германии (2): 1943, 1944
- Обладатель Кубка Германии (2): 1940, 1941
- Обладатель Кубка ГДР: 1958